# Золотобровый органист
Золотобровый органист (лат. Chlorophonia callophrys) — вид птиц из семейства вьюрковых. Обитает в субтропических и тропических низменных влажных лесах, на высоте 750—2500 над уровнем моря, в горах от Коста-Рики до Чирики и Верагуас (западная Панама).

## Описание
Выражен половой диморфизм. Самец ярко зелёный сверху и жёлтый снизу, с широкой золотисто-жёлтой полосой над бровями и фиолетово-синей шапочкой. У него узкое голубое кольцо вокруг глаза и тонкая голубая линия, проходящая от затылка к спине. Самка похожа, но без золотисто-коричневой шапочки и жёлтой груди; обе они заменены зелеными перьями. В среднем они достигают 13 см  в длину. Масса тела 24 грамма.

У него тихий свистящий зов: уиииууууууууууу.

## Фольклор
В Коста-Рике местное название этой птицы - руальдо. Существует легенда о том, что у этой птицы был замечательный певческий голос, но она предложила его вулкану Поас, чтобы не пришлось приносить в жертву молодую женщину, тем самым удерживая вулкан от извержения